# Église Saint-Blaise de Valensole
 (mars 2025).
L'église Saint-Blaise, placée sous l'invocation de Saint-Blaise, est une église située sur la commune de Valensole dans le département français des Alpes-de-Haute-Provence en région Provence-Alpes-Côte d'Azur.

## Dispositions générales

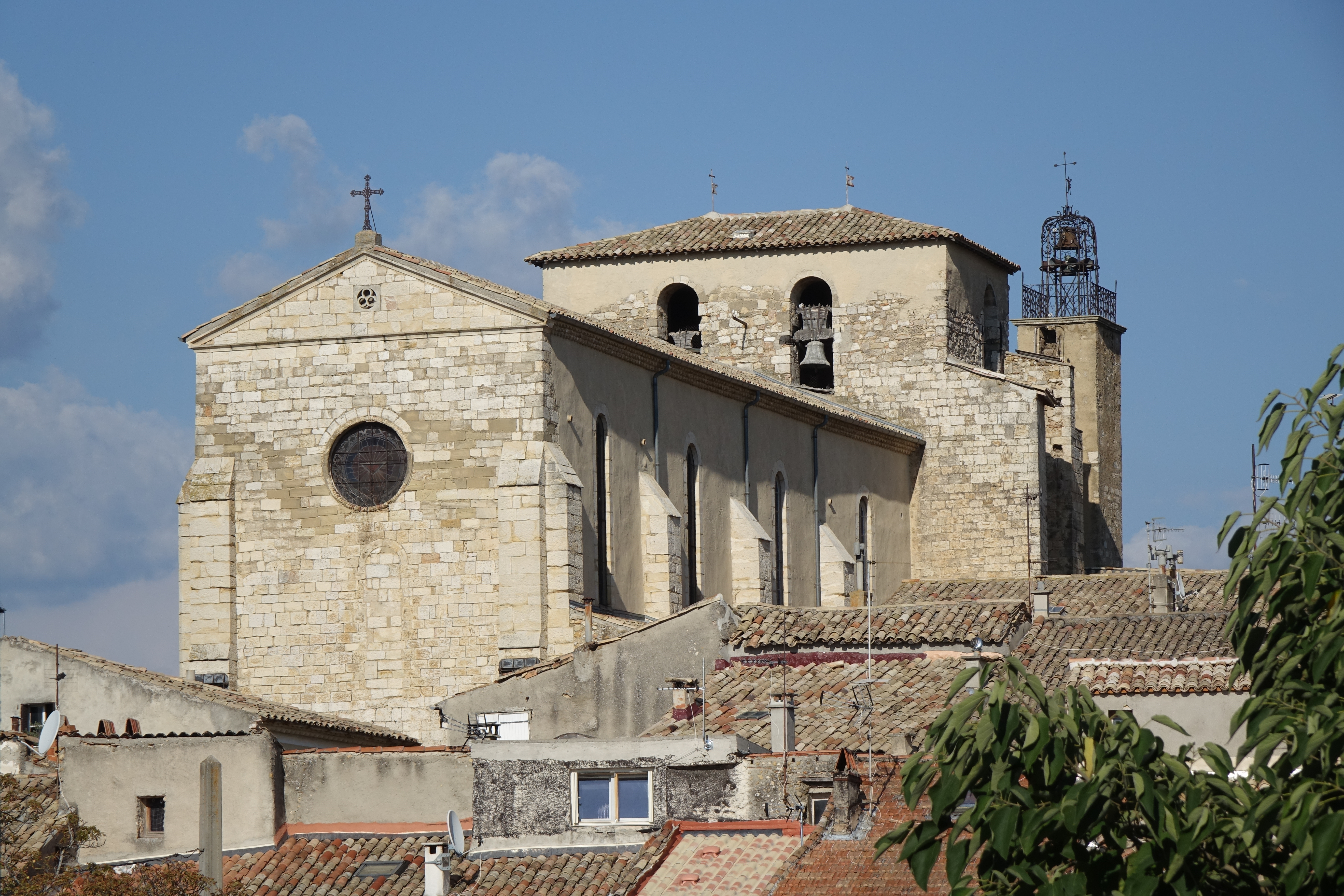
Vue de la route de Valensole.

L’église paroissiale saint Blaise, ancien prieuré de l’abbaye de Cluny fondé par saint Maïeul, domine le village.  Elle possédait un cloître, qui a disparu mais dont on retrouve les traces dans les maisons avoisinantes. L’ensemble du bâtiment est inscrit avec la cour qui avoisine depuis le 24 janvier 1994.

## Architecture

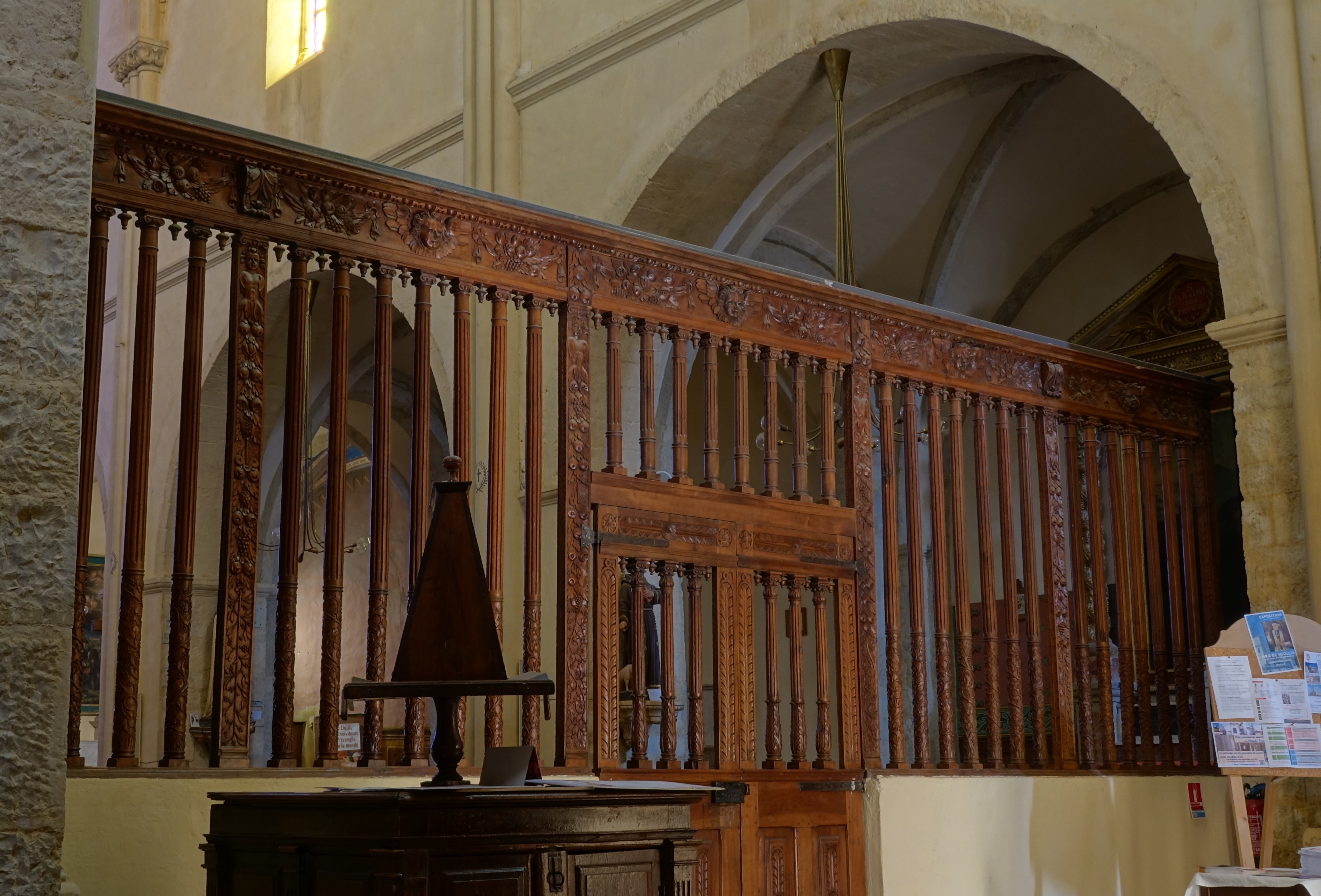
Clôture des fonts baptismaux.

La nef, reconstruite en 1789-1790, forme une croix latine, et est comprise entre une façade occidentale romane et un chœur vaste et remarquable par son architecture gothique du XIVe siècle (selon Raymond Collier) ou des XIe siècle et XIIIe siècle selon les Monuments historiques. Les deux travées du chœur sont voûtées d’ogives. Des colonnes et colonnettes encastrées dans les murs, avec des chapiteaux ornés de feuilles d'acanthe et de figures fantastiques, soutiennent les arcs et les croisillons de la voûte. Les bas-côtés sont ajoutés au XIVe siècle, des chapelles à la fin du XVIe siècle et au début du XVIIe siècle. 

## Clocher

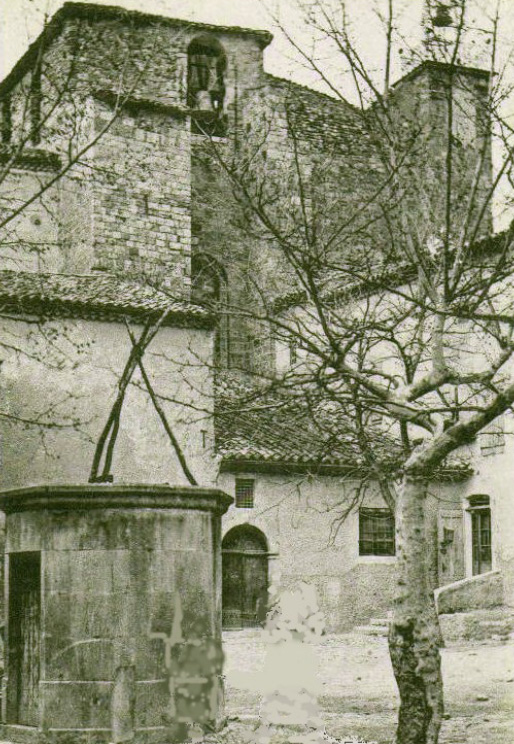
Cour du doyenné et clocher de l'église.

Le clocher est construit au-dessus du chœur.

## Mobilier
Elle possède, dans son mobilier, 48 stalles du XVIe siècle ; la clôture des fonts baptismaux, qui est l’ancien jubé, haut de 2,4 m, datent des environs de 1600, et a été classé monument historique au titre objet,.